# Leonor van Spanje

Wapenschild van prinses Leonor, Prinses van Asturië.

Leonor de Todos los Santos de Borbón y Ortiz (Madrid, 31 oktober 2005), prinses van Asturië, kroonprinses van Spanje, is de eerste dochter van Felipe van Spanje en Letizia Ortiz Rocasolano.
Leonor werd geboren om 1:46 uur in de nacht op 31 oktober 2005 in de Ruber kliniek in Madrid. Zij is eerst in de lijn om haar vader koning Felipe VI op te volgen. Haar geboorte leidt waarschijnlijk tot een hervorming van de Spaanse grondwet om de voorkeur voor mannelijke afstammelingen boven vrouwelijke in de troonopvolging af te schaffen. Op 29 april 2007 werd haar zusje, infante Sofía, geboren.
Leonor is, net als destijds haar vader, gedoopt met water uit de Jordaan. De doop van de Spaanse kroonprinses vond plaats op 14 januari 2006.
Leonor begon in september 2021 aan haar tweejarige opleiding voor het international baccalaureat aan het United World College of the Atlantic, een kostschool in Llantwit Major, Wales, tegelijk met prinses Alexia der Nederlanden. Op 20 mei 2023 kregen beide prinsessen, in aanwezigheid van hun ouders, de diploma's uitgereikt. 
Op haar achttiende verjaardag legde Leonor ten overstaan van het parlement de eed af op de Spaanse grondwet, waarmee ze officieel troongerechtigd werd. Bij die gelegenheid ontving de prinses uit handen van haar vader Felipe VI de hoogste Spaanse onderscheiding, de "Zeer Hoge Orde van Karel III" (Spaans: "Muy Distinguida Orden de Carlos III").
In augustus 2023 begon prinses Leonor aan een militaire opleiding aan de Academia General Militar. zij voltooide deze opleiding op 3 juli 2024, waarbij ze de rang van alférez (vaak vertaald als vaandrig, onderluitenant of tweede luitenant) ontving. Op 29 augustus 2024 trad ze toe tot de Escuela Naval Militar in Marín.